# Amtsgericht Zeven
Das Amtsgericht Zeven ist eines von acht Amtsgerichten im Landgerichtsbezirk Stade und hat seinen Sitz im niedersächsischen Zeven. Dem Amtsgericht Zeven sind im Instanzenzug das Landgericht Stade, das Oberlandesgericht Celle sowie der Bundesgerichtshof in Karlsruhe übergeordnet.  Das Hauptgebäude des Gerichts befand sich in der Bäckerstraße. Zudem waren einzelne Abteilungen in ein Nebengebäude in der Straße Auf dem Berge ausgelagert. 2022 ist es an den Vitus-Platz umgezogen.

## Geschichte
Nach der Revolution von 1848 wurde im Königreich Hannover die Rechtsprechung von der Verwaltung getrennt und die Patrimonialgerichtsbarkeit abgeschafft.
Das Amtsgericht wurde daraufhin mit der Verordnung vom 7. August 1852 die Bildung der Amtsgerichte und unteren Verwaltungsbehörden betreffend als königlich hannoversches Amtsgericht gegründet. 
Es umfasste das Amt Zeven.
Das Amtsgericht war dem Obergericht Verden untergeordnet. Mit der Annexion Hannovers durch Preußen wurde es zu einem preußischen Amtsgericht in der Provinz Hannover. 